# Morten Skou
Morten Skou (* 5. Oktober 1987) ist ein dänischer Handballspieler. 
Skou begann das Handballspielen beim dänischen Verein Elite 3000 Helsingør, der später mit Nordsjælland Håndbold fusionierte. Seine nächsten Spielerstationen waren Espergærde IF, Virum und Team Tvis Holstebro. Nachdem Skou für Nordsjælland Håndbold in der höchsten dänischen Spielklasse aufgelaufen war, schloss er sich im Januar 2010 dem norwegischen Verein ØIF Arendal an, dessen etatmäßiger Außenspieler verletzungsbedingt ausfiel. Im Sommer 2010 kehrte Skou wieder nach Nordsjælland zurück. Nachdem dort aufgrund finanzieller Probleme alle Spieler freigestellt wurden, wechselte der Linksaußen im September 2013 zum deutschen Bundesligisten TV Emsdetten. Dort unterschrieb er einen Vertrag bis zum Ende der Saison 2013/14. Im Oktober 2014 nahm ihm der dänische Zweitligist Ajax København unter Vertrag. Im Sommer 2017 schloss er sich IF Stadion an.